# Magali De Reu
Magali De Reu (Antwerpen, 7 november 1989) is Belgisch ondernemer, columnist, copywriter, spreker en auteur.

## Biografie
De Reu groeide op in Edegem. Op achtjarige leeftijd kreeg ze de diagnose ADHD en in 2004 op veertienjarige leeftijd de diagnose autisme. Daarnaast heeft ze ook een obsessieve-compulsieve stoornis. Ze verwierf bekendheid na interviews, columns en lezingen over neurodiversiteit te hebben gegeven bij Radio 1, TEDx, De Morgen en Knack.
Van augustus 2018 tot en met juni 2021 hostte ze de YouTube-talkshow/podcast Techmag, later hernoemd naar Er mag al eens, waarin ze bekende personen persoonlijke vragen stelde. In juli 2020 maakte viroloog Marc Van Ranst in de podcast bekend dat hij werd bedreigd en welke mentale impact dit had. Diezelfde maand vertelde tv-presentatrice Evy Gruyaert in een van De Reu's interviews dat ze bij zichzelf vermoeden van autisme heeft. Later onthulde radiopresentator Maarten Vancoillie in een interview met De Reu dat hij een aandachtstekortstoornis heeft. De Reu besloot hierna  haar kanaal vooral te gebruiken om mentale problemen bespreekbaar te maken. Onder meer Stijn Baert, Xander De Rycke, Gilles De Coster, Leen Dendievel en Evi Hanssen bespraken er thema's zoals angsten, depressie en mindfulness.
In 2021 bracht De Reu het boek Aut of the box uit, waarmee ze een realistisch beeld van autisme en ADHD wil schetsen en tegelijk hoopt aan te tonen hoe deze ontwikkelingsstoornissen ook een voordeel kunnen zijn. Het boek werd aanbevolen door psychiater Dirk De Wachter en Evi Hanssen.Naar aanleiding van autisme en ADHD was De Reu al meermaals te gast bij onder meer Welcome to the AA, MNM en Radio 2. Ze pleit ervoor dat ontwikkelingsstoornissen zoals autisme en ADHD niet meer als ziektebeeld worden gezien. ADHD omschrijft ze niet als een aandachtstekort, maar als een atypische verdeling van aandacht. Bijkomend startte De Reu de podcast Autcasts om neurodiversiteit nog meer bespreekbaar te maken. Ook stichtte ze een besloten Facebookgroep met dezelfde naam. In juni 2023 bracht De Reu Allemaal Autcasts - wat ik nog niet wist over mijn autisme en ADHD, haar tweede boek over dit onderwerp. Daarin bundelt ze nieuwe inzichten over autisme en ADHD, en hun verband met psychotrauma. Peter Vermeulen, pedagoog en een autoriteit op het gebied van autisme, prees het boek voor de manier waarop het de theorie van het voorspellende brein aan concrete praktijkvoorbeelden toetst.
Op sociale media en in interviews is De Reu vaak openhartig over haar eigen mentaal welzijn. Ze gebruikt regelmatig de term 'AuDHD', een samentrekking van autisme en ADHD. De Reu benadrukt het belang van een betere begrip van hoe autisme, ADHD, stress, psychotrauma en hechting elkaar beïnvloeden.  Ze geeft aan hiervoor veel te hebben gehad aan EMDR-therapie. Eind 2024 maakte zanger Milo Meskens bekend dat hij na het lezen van een tweet van De Reu hierover met deze therapeutische behandelmethode is gestart.

## Privé
De Reu is lesbisch. In maart 2023 vertelde ze bij de VRT dat ze sinds kort een nieuwe relatie had.